# 阚二军
阚二军（1981年10月—），男，汉族，中国民主建国会会员，南京理工大学教授。

## 生平
2002年7月毕业于安徽师范大学物理系，2008年在中国科学技术大学获博士学位（香港中文大学物理系联合培养）。2008年8月至2010年12月，在美国北卡罗莱纳州立大学做博士后研究。2010年12月起，于南京理工大学任教，历任南京理工大学应用物理系教授、博士生导师，半导体微纳结构与量子信息感知工信部重点实验室主任，理学院副院长。现任南京理工大学理学院院长。

## 学术贡献
主要从事半导体和自旋电子学方面的研究工作，主持国家自然科学基金青年基金、面上项目、国家自然科学基金优秀青年基金、国家自然科学基金杰出青年基金、江苏省杰出青年基金等科研项目多项，在J. Am. Chem. Soc., Angew. Chem. Int. Ed., Phys. Rev. Lett.等SCI国际期刊发表论文100余篇。入选教育部新世纪优秀人才计划、江苏省六大人才高峰计划等人才项目，曾获安徽省优秀博士论文、中国科学院优秀博士论文、全国优秀博士论文提名论文、教育部自然科学奖二等奖等奖励。

## 社会兼职
中国民主建国会第十二届中央委员会青年委员会委员，江苏省人大代表。